# Leute vom Bau
Leute vom Bau ist ein Dokumentarfilm des DEFA-Studios für Kurzfilme von Rolf Schnabel aus dem Jahr 1974.

## Handlung
Ein frisch getrautes Ehepaar besteigt eine weiße Hochzeitskutsche, um mit ihr durch das neue Stadtzentrum Berlins in ein Altberliner Mietshaus zu fahren. Diese Eheschließungen sind wohnraumpolitisch schwer zu verkraften, wenn auch 1973 in der Stadt täglich etwa 20 Neubauwohnungen bezugsfertig übergeben werden. Außer den neuvermählten Paaren gibt es noch viele andere Menschen, die auf eine Wohnung warten. Mit dieser Einleitung führt uns der Film zum Köpenicker Amtsfeld, einem Neubaugebiet, in dem auf einer ehemaligen Kleingartenanlage neue zehngeschossige Wohnhäuser entstehen.
Ein Teil dieser Häuser ist bereits bezogen, Kindergarten und Schule sind schon in Betrieb. Die Kamera beobachtet die Arbeiter, wie sie die Häuser in Plattenbauweise montieren, aber auch wie sie ihre Pausen verbringen. Nun steht ein besonderes Ereignis vor der Tür, denn Erich Honecker besucht die Baustelle. Begrüßt wird er vom Wolfgang Bolleck, Produktionsleiter des Wohnungsbaukombinats Berlin für das Amtsfeld, der sich später daran erinnert, dass bereits mit dem ersten Händedruck ein herzlicher Kontakt hergestellt wurde. Er berichtet weiter, während Filmaufnahmen des Besuchs gezeigt werden, dass Erich Honecker mit Sachkenntnis die fertiggestellten Bauten betrachtete und mit Lob nicht sparte, was für ihn eine hohe Auszeichnung bedeutete. Auch der Parteisekretär der SED Benno Radke denkt noch an den Höhepunkt des Besuches, die gemeinsame Frühstückspause im Speiseraum, wo sich auch noch andere Kollegen zur Situation auf der Baustelle äußerten.
Wenn alles fertig ist, werden etwa 10.000 Menschen im Amtsfeld wohnen. Das ist viel, aber noch immer nicht genug. Um voller Stolz die Fortschritte beim Aufbau der Hauptstadt der DDR zu zeigen, ist zum Schluss des Films die Kamera großräumig im Zentrum der Stadt, rund um den Alexanderplatz und den Berliner Fernsehturm, unterwegs.

## Produktion
Leute vom Bau wurde von der Künstlerischen Arbeitsgruppe „Profil“ als Schwarzweißfilm gedreht und hatte seine Premiere am 18. Januar 1974.
Die Dramaturgie lag in den Händen von Gerhard Knopfe.